# Søndervig
Søndervig er en bebyggelse og et feriested i Vestjylland, beliggende 8 kilometer vest for Ringkøbing i Ny Sogn ud til Vesterhavet. Bebyggelsen er den sidste på primærrute 15 og er placeret på et landområde, der oprindelig er drænet havbund. I århundreder har det primære erhverv været landbrug og til dels fiskeri. De seneste årtier har fiskeriet dog været samlet i Hvide Sande, ca. 15 kilometer mod syd. Sydøst for Søndervig ligger Ringkøbing Fjord. Feriestedet er beliggende i Ringkøbing-Skjern Kommune og tilhører Region Midtjylland.
I dag er Søndervig blevet en ferieby, med hundredvis af sommerhuse og enkelte hoteller. I byen finder turister et butikscenter, supermarked, bowlinghal og badeland – faciliteter der ikke fandtes i Søndervig så sent som i midten af 1980'erne. På de tidligere markarealer øst for byen er der anlagt en golfbane, og i juni 2022 åbnede Lalandia et ferieresort med 483 ferieboliger og et ca. 15000 m² stort center. 
På stranden ud for Søndervig kan man finde flere tyske bunkere, der blev bygget som en del af den tyske besættelsesmagts kystfæstning under 2. verdenskrig.